# Seglarklubben Kaparen
Seglarklubben Kaparen, SKK, håller till på Svensknabben alldeles norr om Ölandsbron (N 56° 41' 17.14" 
E 16° 22' 7.19"). Kaparen bildades 1937 och har idag cirka 250 medlemmar. Verksamheten består främst av kappsegling med kölbåtar men det finns också en stor och livaktig kajaksektion samt en mindre isjaktssektion. 
SKK har genom åren arrangerat flera stora kappseglingsarrangemang, ofta tillsammans med Borgholms båtklubb. 2005 arrangerade SKK EM i Finn-jolle och SM i OK-jolle (i samarbete med Segelsällskapet Vikingarna) 2006 VM för X-99 (i samarbete med Borgholms båtklubb). 2007 arrangerade klubben SM för H-båt och A22. Svenska Seglarförbundet utsåg 2006 Seglarklubben Kaparen till årets arrangör.
Varje år arrangerar klubben också ett antal egna öppna kappseglingar till exempel Blå Jungfrun Race, Ahlander Race och Slutpusten. Kaparcupen, en serie öppna träningskappseglingar, hålls i stort sett varje vecka under säsongen och lockar relativt många båtar.
2009 (juli-aug) arrangerade SK Kaparen VM för OK-jolle, Open VM för Yngling samt ungdoms-EM för Yngling.